# Whitneyomyia beatifica
Whitneyomyia beatifica (лат.) — род слепней подсемейства Tabaninae, единственный представитель рода Whitneyomyia.

## Внешнее строение
Блестяще-чёрные мухи длиной от 13 до 15 мм. Глаза голые. Нижняя лобная мозоль квадратная, блестящая, соединена с такого же цвета срединной лобной мозолью. Над нижней лобной мозолью располагается пара сероватых пятен. Остальная часть лба тускло-чёрная. Лобный треугольник вздутый, блестяще-чёрный. Грудь и брюшко от тёмно-коричневого до чёрного цвета. Тергиты брюшка по бокам 1—4 с многочисленными белыми волосками. У формы atricorpus бока брюшка чёрные.
Длина личинки около 26 мм. Третий членик усиков короче второго. На первых семи сегментах брюшка имеются четыре пары псевдоподий. На боковых поверхностях всех сегментов и вентральной поверхности анального сегмента. Дыхательный сифон без шипа на вершине. Длина куколки около 18 мм.

## Биология
Личинки найдены в илистых отложениях на краю прудов и озёр. Продолжительность развития куколки составляет около 10 суток.

## Классификация
Выделяют внутривидовые формы atricorpus и beatifica. Первоначально форма atricorpus была описана Корнелиусом Филиппом как подвид, отличается от номинативной меланистической окраской.

## Распространение
Вид отмечен только в США от Северной Каролины до Техаса.